# Daniel Carlsson
Daniel Carlsson (Säffle, 29 giugno 1976) è un ex pilota di rally svedese, una volta a podio nel mondiale WRC.

## Biografia
Ha esordito nel campionato del mondo rally 1999, la sua ultima apparizione risale alla stagione 2007 al volante della Citroën Xsara WRC.

## Il ritiro
Un brutto episodio di alcolismo lo costrinse ad un prematuro ritiro dalle competizioni rallystiche nel 2008, allorché gli fu sequestrata la patente per guida in stato di ebbrezza, fatto ancor più grave perché lo stesso Carlsson era stato tra i promotori della WRADD (World Rally Against Drunk Driving, Il mondo dei rally contro la guida ubriachi).

## Vittorie nel Junior WRC
| Nr | Stagione | Evento                 | Co-pilota         | Auto               |
| -- | -------- | ---------------------- | ----------------- | ------------------ |
| 1  | 2003     | Rally di Finlandia     | Mattias Andersson | Suzuki Ignis S1600 |
| 2  | 2003     | Rally di Gran Bretagna | Mattias Andersson | Suzuki Ignis S1600 |

## Risultati nel mondiale rally

### WRC
| 1999 | Scuderia | Vettura                                    |  |    |  |  |  |  |  |  |  |     |  |  |  |  |  |  | Punti | Pos. |
| ---- | -------- | ------------------------------------------ |  | -- |  |  |  |  |  |  |  | --- |  |  |  |  |  |  | ----- | ---- |
| 1999 |          | Opel Astra GSi 16V e Mitsubishi Lancer Evo |  | 40 |  |  |  |  |  |  |  | Rit |  |  |  |  |  |  | 0     |      |

| 2000 | Scuderia | Vettura            |  |    |  |  |  |  |  |  |  |  |  |  |  |  |  |  | Punti | Pos. |
| ---- | -------- | ------------------ |  | -- |  |  |  |  |  |  |  |  |  |  |  |  |  |  | ----- | ---- |
| 2000 |          | Toyota Corolla WRC |  | 23 |  |  |  |  |  |  |  |  |  |  |  |  |  |  | 0     |      |

| 2001 | Scuderia | Vettura            |  |   |     |  |  |  |  |  |     |  |     |  |  |  |  |  | Punti | Pos. |
| ---- | -------- | ------------------ |  | - | --- |  |  |  |  |  | --- |  | --- |  |  |  |  |  | ----- | ---- |
| 2001 |          | Toyota Corolla WRC |  | 7 | Rit |  |  |  |  |  | Rit |  | Rit |  |  |  |  |  | 0     |      |

| 2002 | Scuderia | Vettura                                                               |    |    |  |     |  |  |     |  |     |     |     |  |  |     |  |  | Punti | Pos. |
| ---- | -------- | --------------------------------------------------------------------- | -- | -- |  | --- |  |  | --- |  | --- | --- | --- |  |  | --- |  |  | ----- | ---- |
| 2002 |          | Ford Puma S1600, Mitsubishi Lancer Evo VI e Mitsubishi Lancer Evo VII | 20 | 20 |  | Rit |  |  | Rit |  | Rit | Rit | Rit |  |  | Rit |  |  | 0     |      |

| 2003 | Scuderia | Vettura            |    |  |     |  |  |    |  |  |    |  |     |  |    |    |  |  | Punti | Pos. |
| ---- | -------- | ------------------ | -- |  | --- |  |  | -- |  |  | -- |  | --- |  | -- | -- |  |  | ----- | ---- |
| 2003 |          | Suzuki Ignis S1600 | SQ |  | Rit |  |  | 18 |  |  | 19 |  | Rit |  | 22 | 14 |  |  | 0     |      |

| 2004 | Scuderia                               | Vettura                           |  |   |  |   |  |   |     |  |   |     |  |     |  |    |  |  | Punti | Pos. |
| ---- | -------------------------------------- | --------------------------------- |  | - |  | - |  | - | --- |  | - | --- |  | --- |  | -- |  |  | ----- | ---- |
| 2004 | Bozian Racing e Marlboro Peugeot Total | Peugeot 206 WRC e Peugeot 307 WRC |  | 8 |  | 8 |  | 5 | Rit |  | 9 | Rit |  | Rit |  | 11 |  |  | 6     | 12º  |

| 2005 | Scuderia                                                    | Vettura                                                       |  |   |  |  |     |   |     |    |    |  |  |  |   |  |  |     | Punti | Pos. |
| ---- | ----------------------------------------------------------- | ------------------------------------------------------------- |  | - |  |  | --- | - | --- | -- | -- |  |  |  | - |  |  | --- | ----- | ---- |
| 2005 | Bozian Racing, Rally Team Olsbergs e Marlboro Peugeot Total | Peugeot 307 WRC, Subaru Impreza S10 WRC '04 e Peugeot 206 WRC |  | 6 |  |  | Rit | 8 | Rit | 14 | 15 |  |  |  | 8 |  |  | Rit | 5     | 19º  |

| 2006 | Scuderia | Vettura                  |  |   |  |  |  |  |  |  |  |     |  |  |  |  |  |  | Punti | Pos. |
| ---- | -------- | ------------------------ |  | - |  |  |  |  |  |  |  | --- |  |  |  |  |  |  | ----- | ---- |
| 2006 |          | Mitsubishi Lancer WRC 05 |  | 3 |  |  |  |  |  |  |  | Rit |  |  |  |  |  |  | 6     | 16º  |

| 2007 | Scuderia               | Vettura           |  |   |   |  |   |  |     |  |  |  |  |  |  |  |  |  | Punti | Pos. |
| ---- | ---------------------- | ----------------- |  | - | - |  | - |  | --- |  |  |  |  |  |  |  |  |  | ----- | ---- |
| 2007 | OMV Kronos Citroën WRT | Citroën Xsara WRC |  | 5 | 7 |  | 6 |  | Rit |  |  |  |  |  |  |  |  |  | 9     | 14º  |

| Legenda | 1º posto | 2º posto | 3º posto | A punti | Senza punti | Ritirato | Squalificato | NP=Non partito C=Gara cancellata | Apice=Power stage |

### Group N Cup
| 1999 | Scuderia | Vettura                                    |  |    |  |  |  |  |  |  |  |     |  |  |  |  |  |  | Punti | Pos. |
| ---- | -------- | ------------------------------------------ |  | -- |  |  |  |  |  |  |  | --- |  |  |  |  |  |  | ----- | ---- |
| 1999 |          | Opel Astra GSi 16V e Mitsubishi Lancer Evo |  | 17 |  |  |  |  |  |  |  | Rit |  |  |  |  |  |  | 0     |      |

| Legenda | 1º posto | 2º posto | 3º posto | A punti | Senza punti | Ritirato | Squalificato | NP=Non partito C=Gara cancellata | Apice=Power stage |

### Junior WRC
| 2002 | Scuderia | Vettura         |   |  |  |     |  |  |     |  |  |     |     |  |  |     |  |  | Punti | Pos. |
| ---- | -------- | --------------- | - |  |  | --- |  |  | --- |  |  | --- | --- |  |  | --- |  |  | ----- | ---- |
| 2002 |          | Ford Puma S1600 | 4 |  |  | Rit |  |  | Rit |  |  | Rit | Rit |  |  | Rit |  |  | 3     | 12º  |

| 2003 | Scuderia | Vettura            |    |  |     |  |  |   |  |  |   |  |     |  |   |   |  |  | Punti | Pos. |
| ---- | -------- | ------------------ | -- |  | --- |  |  | - |  |  | - |  | --- |  | - | - |  |  | ----- | ---- |
| 2003 |          | Suzuki Ignis S1600 | SQ |  | Rit |  |  | 2 |  |  | 1 |  | Rit |  | 4 | 1 |  |  | 33    | 3º   |

| Legenda | 1º posto | 2º posto | 3º posto | A punti | Senza punti | Ritirato | Squalificato | NP=Non partito C=Gara cancellata | Apice=Power stage |